# 1910年大火
1910年大火（英語：Great Fire of 1910，也称为、或）是美国的一场野火事故，燃烧面积达3 × 106英畝（12,000平方），发生地点位于华盛顿州东北部、爱达荷州北部与蒙大拿州西部。烧毁的范围包括了比特鲁特国家森林、军士国家森林、清水国家森林、科达伦国家森林、弗拉特海德国家森林、卡尼克苏国家森林、库特奈国家森林、刘易斯和克拉克国家森林、洛洛国家森林和圣乔国家森林。烽火爆共持续了两天，死亡人数87人，其中绝大多数为消防员。本场大火被认为是美国历史上规模最大的山火火灾，但并不是死亡人数最多的一场。火灾结束后，美国政府高度褒扬了消防员的献身精神，称颂其为人民英雄，并努力提高公众对于国家自然保护区的防火意识。

## 成因
1910年大火的形成原因有很多。那一年的火灾季提前了，因为1910年的春、夏两季极为干燥，并且夏季也是“前无古人后无来者”地炎热。而秋、冬两季充沛的潮气则滋养了不少的植被，在火灾中则成了燃料。火车、火花、闪电等引燃了大大小小的火苗，截止8月中旬时，爱达荷州、蒙大拿州、华盛顿州和不列颠哥伦比亚省已经有了1000至3000处正在燃烧的火情。

## 过程
在8月20日，一道冷锋袭入，并带来了飓风级的狂风，将数百处小火合并为一两片巨大的火海。当时人们对火灾完全无力回击，人力、物力都完全跟不上。美国国家森林局方才成立五年，这次大火可谓促手不及。稍后，威廉·霍华德·塔夫脱总统一声令下，美国陆军第25步兵团也加入了灭火行动中。
火灾冒出的浓烟远在纽约州沃特敦市和科罗拉多州丹佛市都可见。据报告称，太平洋上500英里（800）海域的范围内，船只都无法用星象去导航，因为天空完全屏蔽在了浓烟之中。

## 灾后

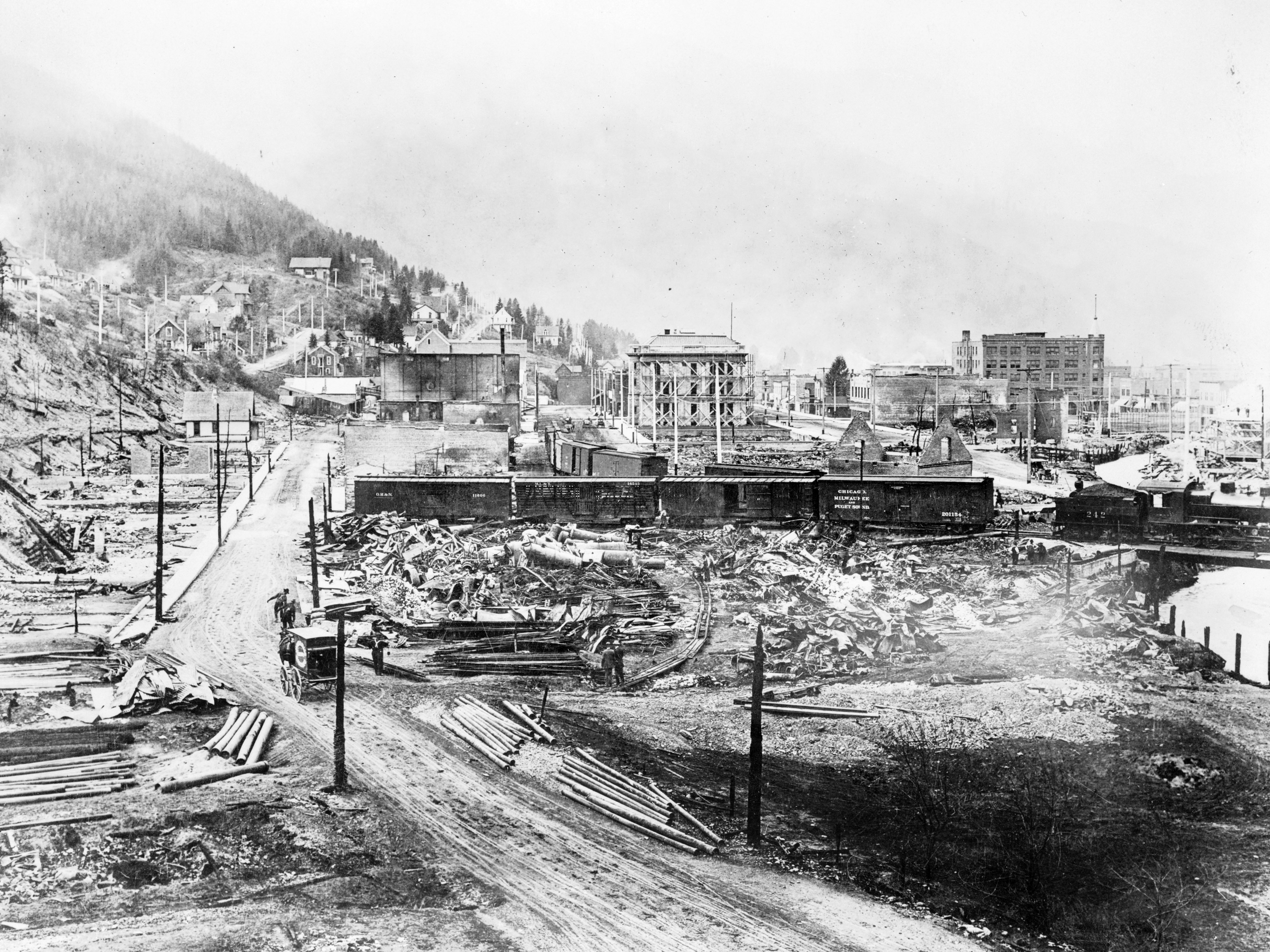
大火后的华莱士市

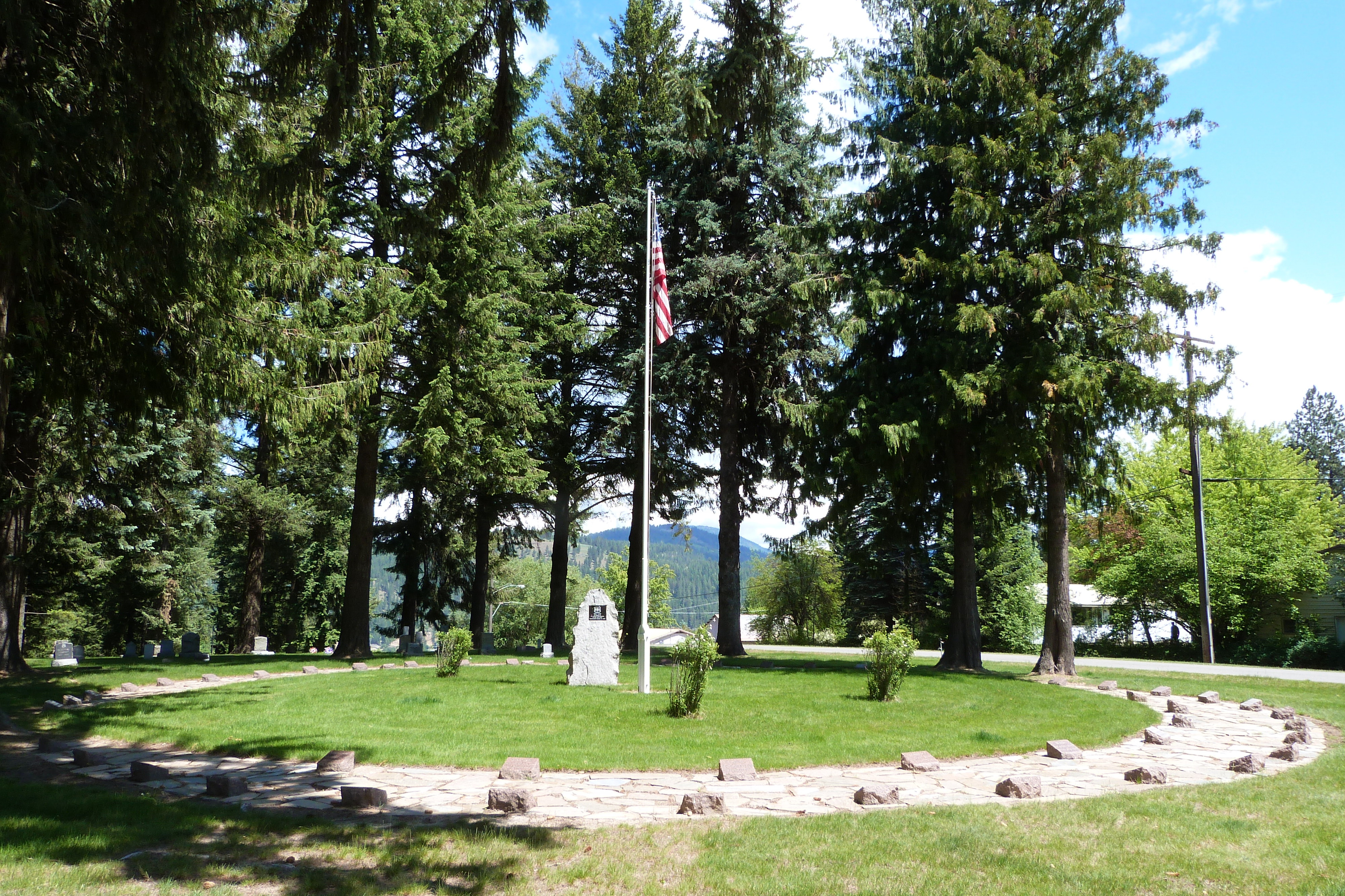
1910年大火中逝去的消防员的纪念碑，位于爱达荷州

在另一道冷锋过境带来的强降雨下，大火最终被扑灭了。一些城镇在大火中完全烧毁：
- 爱达荷州：
  - 凡尔科（Falcon）
  - 大福克斯（Grand Forks）
- 蒙大拿州：
  - 德波吉亚（英语：De Borgia, Montana）
  - 豪根
  - 亨德森（Henderson）
  - 塔夫特（英语：Taft, Montana）
  - 塔斯科（英语：Tuscor, Montana）

此外，华莱士市的三分之一被完全烧毁，并造成了约一百万美元的损失（1910年的面值）。华莱士上千名住民乘火车前往斯波坎和米蘇拉。另一列载有一千埃弗里居民的列车在有惊无险地穿过了一座起火的高架桥后在一个隧道里避难。其他的一些被毁的城镇还有：布尔克、克罗格、穆瑞（Murray）和奥斯本，皆位于爱达荷州。
美国国家森林局当时成立没多久，机构游走于被取缔的边缘。1910年大火将羽翼未丰的国家森林局的位置固定了下来。在此次大火前，人们就扑灭野火问题有过诸多讨论：火灾本身是自然循环的一部分且灭火的代价十分高昂，究竟是该任其燃烧呢，还是应当为了保护森林而尽力灭火。其中一位参与灭火的消防员费迪南德·A·西爾科克斯（Ferdinand A. Silcox）后成为了消防部分的第五任负责人。受本次大火影响，他推出了“上午10点法则”（10 am rule），要求在收到报告后于翌日上午10时前将火扑灭。最后，人们决定，国家森林局存在的目的之一便是参与每一场森林火灾的扑灭任务。